# Clytostoma
Clytostoma é um género botânico pertencente à família Bignoniaceae.

## Sinonímia
Clyostomanthus

### Espécies
Clytostoma binatum Clytostoma callistegioides Clytostoma calystegioides
Clytostoma campanulata Clytostoma campanulatum Clytostoma convolvuloides
Clytostoma costatum Clytostoma cuneatum Clytostoma decorum
Clytostoma elegans Clytostoma floridum Clytostoma isthmicum
Clytostoma itatiaiense Clytostoma itatiaiensis Clytostoma mayanum
Clytostoma noterophilum Clytostoma ocositense Clytostoma pterocalyx
Clytostoma punctatum Clytostoma purpureum Clytostoma ramentaceum
Clytostoma sciuripabulum Clytostoma uleanum Clytostoma uniflorum